# Кристиан Албрехт фон Шлезвиг-Холщайн-Готорп
Кристиан Албрехт фон Шлезвиг-Холщайн-Готорп (на немски: Christian Albrecht von Schleswig-Holstein-Gottorp; * 3 февруари 1641, Готорп; † 6 януари 1695, Кастело де Готорф) е княз-епископ на Любек (1655 – 1666) и херцог на частта Готорп (1659 – 1695). Той основава на 5 октомври 1665 г. университет Кристиан-Албрехтс-Университет в Кил. Той лично носи титлата Christian Albrecht, von Gottes Gnaden Erbe zu Norwegen, postulirter Coadjutor des Stiffts Lübeck, Hertzog zu Schlesswig, Hollstein, Stormarn und der Dittmarschen, Graff zu Oldenburg und Dellmenhorst.

## Живот
Той е петият син (десето дете) на херцог Фридрих III фон Шлезвиг-Холщайн-Готорп (1597 – 1659) и съпругата му Мария Елизабет Саксонска (1610 – 1684), дъщеря на курфюрст Йохан Георг I от Саксония. Сестра му Хедвига Елеонора (1636 – 1715) се омъжва през 1654 г. за по-късния крал Карл X Густав от Швеция.
Чичо му княжеският епископ Йохан фон Шлезвиг-Холщайн-Готорп умира през 1655 г. и Кристиан Албрехт става след него княжески епископ на Любек. Брат му Йохан Георг умира на 25 ноември 1655 в Неапол и Кристиан Албрехт става наследствен принц. През 1659 г., на 18-годишна възраст, той поема управлението, но остава и епископ. По това време почти целият Шлезвиг-Холщайн е окупиран от датска войска.
Кристиан Албрехт се жени на 24 октомври 1667 г. в дворец Глюксбург за принцеса Фридерика Амалия Датска от Дом Олденбург (* 11 април 1649, Копенхаген; † 30 октомври 1704, Кил), дъщеря на крал Фредерик III от Дания (1609 – 1670) и принцеса София Амалия фон Брауншвайг-Каленберг (1601 – 1659).
Кристиан Албрехт умира на 6 януари 1695 г. на 53 години.
- Кристиан Албрехт
- Фридерика Амалия Датска
- Сватбена снимка на Кристиан Албрехт и Фридерика Амалия

## Деца
Кристиан Албрехт и Фридерика Амалия имат децата:
- София Амалия (1670 – 1710), омъжена на 7 юли 1695 г. за херцог Август Вилхелм фон Брауншвайг-Волфенбютел (1662 – 1731)
- Фридрих IV (1671 – 1702), херцог на Шлезвиг-Холщайн-Готорп (1695 – 1702), женен на 12 май 1698 г. в Карлберг за принцеса Хедвиг София Шведска (1681 – 1708), дъщеря на шведския крал Карл XI
- Кристиан Август (1673 – 1726), княжески епископ на Любек (1705 – 1726), женен на 2 септември 1704 г. за маркграфиня Албертина Фридерика фон Баден-Дурлах (1682 – 1755), дъщеря на маркграф Фридрих VII Магнус фон Баден-Дурлах
- Мария Елизабет (1678 – 1755), абатиса на манастир Кведлинбург (1718 – 1755)